# Lourdesgrot Wijnandsrade
De Lourdesgrot Wijnandsrade is een religieus monument in de Nederlandse provincie Limburg. De Lourdesgrot is gelegen op de  motte naast het kasteel en voormalig klooster van Wijnandsrade. De grot is te bereiken via de binnenplaats van het kasteel. Deze Lourdesgrot is de oudste van Nederland.

## Geschiedenis
De Lourdesgrot is gebouwd in 1874. De aanleiding voor de aanleg ervan was de genezing van een ernstig zieke frater van de Jezuïetenorde. Hij kreeg  difteritis en zijn toestand verslechterde zeer snel. In februari van dat jaar gaven zijn medebroeders hem bronwater van Lourdes. Hij dronk ervan en waste zijn lichaam hiermee. Na drie dagen was hij helemaal hersteld. Deze wonderbaarlijke gebeurtenis is later opgenomen als wonder in de kerkelijke annalen van Lourdes. Als dank voor dit wonder hebben de paters van de Jezuïetenorde later dat jaar deze Lourdesgrot gebouwd.

## Verval
In de loop van de vorige eeuw raakte de Lourdesgrot ernstig in verval. De natuur had de overhand gekregen en de Lourdesgrot was niet meer te zien, doordat deze bedekt was met klimop. De grot was helemaal in verval geraakt. In 1998 is de Lourdesgrot in ere hersteld door dhr. P. Marell. Sindsdien wordt de Lourdesgrot goed onderhouden.

## Gestolen
In de jaren 1970, toen de Lourdesgrot in vergetelheid was geraakt, is het Mariabeeldje dat in de grot stond gestolen. Het is onbekend wie het beeldje heeft gestolen en waar dit zich sindsdien bevindt. Tijdens de restauratie is er een nieuw Mariabeeldje gekomen die oorspronkelijk uit Italië komt. Ook is er een hekwerk geplaatst om te zorgen dat het beeldje niet nog eens wordt gestolen. In september 2023 is de Lourdesgrot opnieuw gerestaureerd. Het pad naar de grot is verbeterd en de tekst "Ave Maria" is gerestaureerd. Bovendien is er met zorg een prachtige overvloed aan planten en bloemen rondom de Lourdesgrot aangelegd. Tevens is de Lourdesgrot hierna opnieuw gezegend door de lokale pastoor.